# Eugnophomyia stuckenbergiana
Eugnophomyia stuckenbergiana är en tvåvingeart som beskrevs av Alexander 1976. Eugnophomyia stuckenbergiana ingår i släktet Eugnophomyia och familjen småharkrankar. Inga underarter finns listade i Catalogue of Life.